# Campionatul European de Scrimă pentru juniori din 2015
Campionatul European de Scrimă pentru juniori (U20) din 2015 s-a desfășurat în perioada 1-5 martie la Maribor, Slovenia. A fost precedat de Campionatul European pentru cadeți din 2015.

## Rezultate

### Masculin
| Probă             | Aur                                                                           | Argint                                                                        | Bronz                                                                      |
| Spadă             | Yuval-Shalom Freilich (ISR)                                                   | Zsombor Bányai (HUN)                                                          | Volodimir Stankevici (RUS) · Peter Bitsch (GER)                            |
| Spadă pe echipe   | Franța Nelson Lopez-Pourtier Clément Dorigo Romain Cannone Hippolyte Bouillot | Ungaria Gergely Siklósi David Nagy Patrik Esztergályos Zsombor Bányai         | Israel Ariel Vinnicky Maxim Pozdnyakov Yuval-Shalom Freilich Ariel Drizin  |
| Floretă           | Damiano Rosatelli (ITA)                                                       | Daniel Dosa (HUN)                                                             | Maximilien Chastanet (FRA) · Kolja Dahlin (DEN)                            |
| Floretă pe echipe | Rusia Iskander Ahmetov Aleksandr Pivovarov Dmitri Trofimov Anton Zaharikov    | Italia Francesco Ingargiola Damiano Rosatelli Tommaso Ciuti Lorenzo Francella | Germania Ciaran Veitenheimer Björn Erik Weiner Felix Klein Dominik Schoppa |
| Sabie             | Dmitri Danilenko (RUS)                                                        | Francesco Bonsanto (ITA)                                                      | Kostiantin Voronov (UKR) · Iliia Andreev (RUS)                             |
| Sabie pe echipe   | Germania Eduard Gert Rouven Redwanz Simon Rapp Domenik Koch                   | Italia Francesco Bonsanto Iacopo Rinaldi Dario Cavaliere Eugenio Castello     | Rusia Dmitri Danilenko Rostislav Rastilnikov Kirill Efimov Iliia Andreev   |

### Feminin
| Probă             | Aur                                                                                 | Argint                                                                | Bronz                                                                    |
| Spadă             | Anna Kun (HUN)                                                                      | Roberta Marzani (ITA)                                                 | Inna Brovko (UKR) · Åsa Linde (SWE)                                      |
| Spadă pe echipe   | Germania Anna Hornischer Alexandra Ehler Kristin Werner Nadine Stahlberg            | Rusia Viktoria Kuzmenkova Alena Komarova Maria Obrazțova Daria Filina | Italia Alice Clerici Nicole Foietta Roberta Marzani Eleonora De Marchi   |
| Floretă           | Oksana Martines Hauregi (RUS)                                                       | Leonie Ebert (GER)                                                    | Flóra Pásztor (HUN) · Elisabetta Bianchin (ITA)                          |
| Floretă pe echipe | Rusia Kristina Samsonova Oksana Martines Hauregi Marta Marteanova Tatiana Goloseeva | Polonia Martyna Długosz Anna Szymczak Julia Walczyk Julia Chrzanowska | Italia Elisabetta Bianchin Erica Cipressa Camilla Rivano Claudia Borella |
| Sabie             | Anna Márton (HUN)                                                                   | Iana Obințeva (RUS)                                                   | Caroline Quéroli (FRA) · Anna Bașta (RUS)                                |
| Sabie pe echipe   | Rusia Anna Bașta Svetlana Șeveleva Iana Obințeva Valeria Bolșakova                  | Franța Sara Balzer Manon Brunet Caroline Quéroli Margaux Rifkiss      | Italia Rebecca Gargano Eloisa Passaro Chiara Mormile Sofia Ciaraglia     |

## Clasament pe medalii
| Loc   | Țară      | Aur | Argint | Bronz | Total |
| ----- | --------- | --- | ------ | ----- | ----- |
| 1     | Rusia     | 5   | 2      | 4     | 11    |
| 2     | Ungaria   | 2   | 3      | 1     | 6     |
| 3     | Germania  | 2   | 1      | 2     | 5     |
| 4     | Italia    | 1   | 4      | 4     | 9     |
| 5     | Franța    | 1   | 1      | 2     | 4     |
| 6     | Israel    | 1   | 0      | 1     | 2     |
| 7     | Polonia   | 0   | 1      | 0     | 1     |
| 8     | Ucraina   | 0   | 0      | 2     | 2     |
| 8     | Danemarca | 0   | 0      | 1     | 1     |
| 8     | Suedia    | 0   | 0      | 1     | 1     |
| Total | Total     | 12  | 12     | 18    | 42    |

## Legături externe
- en  Maribor: European Junior Championship Arhivat în 9 iulie 2015, la Wayback Machine. la Confederația Europeană de Scrimă